# 長持形石棺

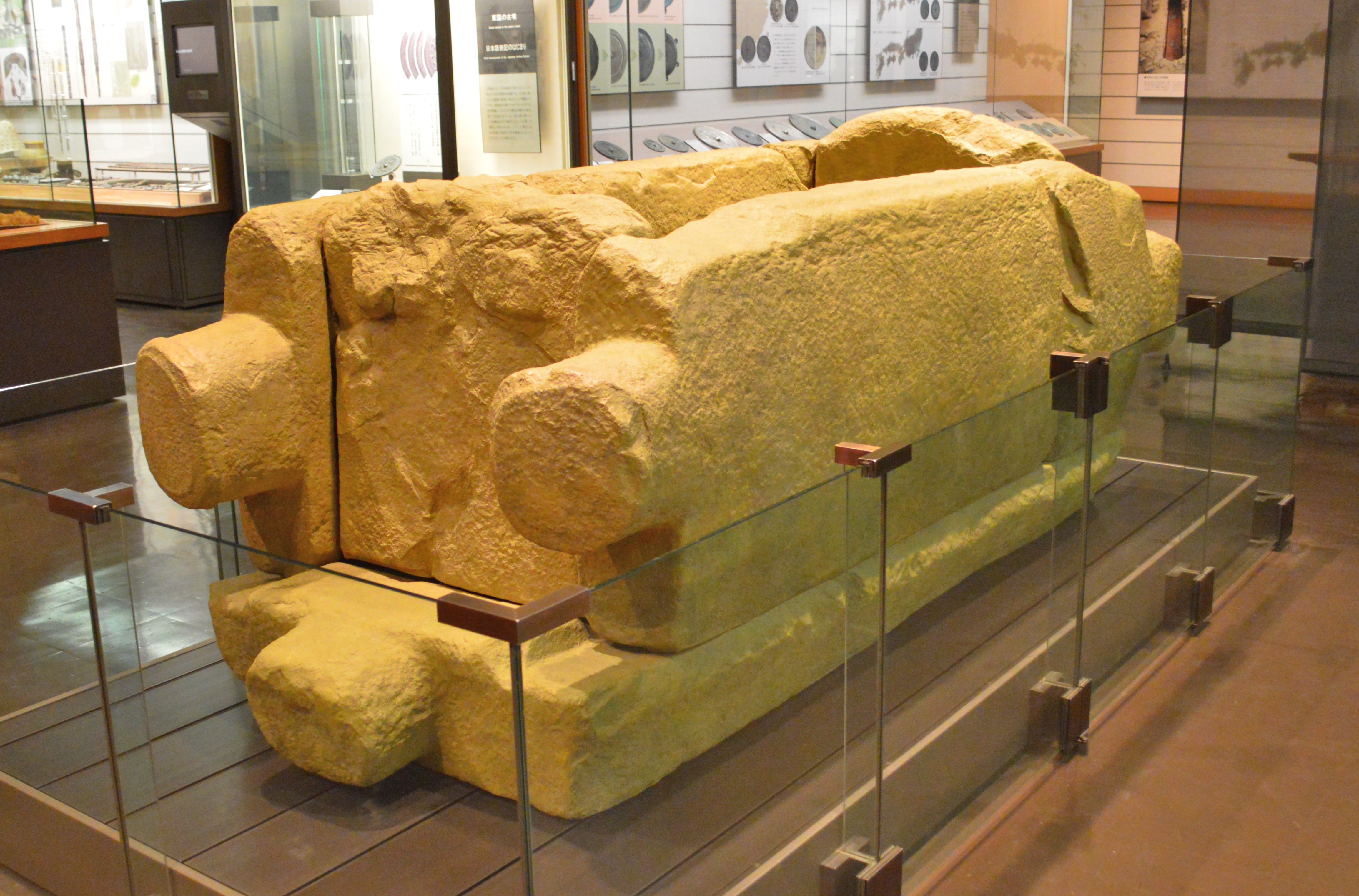
お富士山古墳出土の長持形石棺（複製）
（国立歴史民俗博物館展示）

長持形石棺（ながもちがたせっかん）とは、古墳時代中期にみられる組合式石棺の一種である。

## 概要
底石、長側石2枚、短側石2枚、蓋石の計6枚の板石から成る箱形の石棺で、その形状が長持に似ていることから命名された。
短側石と蓋石の上部はかまぼこ状に膨らみ、蓋石、長側石、底石に縄掛突起をもつ。
畿内の大型古墳で多く見られ、他地域の場合も首長層の古墳に用いている。畿内のものは兵庫県高砂市周辺に産する流紋岩質溶結凝灰岩(竜山石)が使用されている。

## 長持形石棺が出土した古墳
＊太字は竜山石製

### 関東地方
- 太田天神山古墳 - 群馬県太田市、210メートル
- お富士山古墳 - 群馬県伊勢崎市、125メートル

＊このほか高柳銚子塚古墳と三ノ分目大塚山古墳からは長持形石棺に類似する組合式石棺が出土している。

### 近畿地方
- 室宮山古墳 - 奈良県御所市、238メートル、蓋に格子状彫刻
- 屋敷山古墳 - 奈良県葛城市、145メートル
- 狐井城山古墳 - 奈良県香芝市、140メートル
- 櫛山古墳 - 奈良県天理市、双方中円墳、152メートル
- 前塚古墳 - 大阪府高槻市、95メートル
- 墓山古墳 - 大阪府羽曳野市、225メートル
- 心合寺山古墳 - 大阪府八尾市、160メートル
- 津堂城山古墳（藤井寺陵墓参考地） - 大阪府藤井寺市、208メートル、蓋に格子状彫刻
- 大仙陵古墳（伝仁徳天皇陵） - 大阪府堺市、486メートル
- 乳岡古墳 - 大阪府堺市、150メートル
- 西陵古墳 - 大阪府泉南郡岬町、210メートル
- 久津川車塚古墳 - 京都府城陽市、156メートル
- 産土山古墳 - 京都府京丹後市、円墳、径50メートル
- 離胡古墳 - 京都府京丹後市、方墳、一辺30メートル
- 馬場の内古墳 - 京都府京丹後市、墳形・規模不明
- 法王寺古墳 - 京都府与謝郡与謝野町、74メートル
- 雲部車塚古墳（雲部陵墓参考地） - 兵庫県丹波篠山市、140メートル
- 玉丘古墳 - 兵庫県加西市、105メートル、蓋に格子状彫刻
- 壇場山古墳 - 兵庫県姫路市、140メートル
- 山之越古墳 - 兵庫県姫路市、方墳、一辺56メートル

　*このほか出土地がわかっていないものが約10基存在する。また五社神古墳、佐紀石塚山古墳、宝来山古墳、五色塚古墳で存在の言い伝えがある。

### 中国地方
- 朱千駄古墳 - 岡山県赤磐市、80メートル
- 正仙塚古墳 - 岡山県津山市、56メートル
- 花光寺山古墳 - 岡山県瀬戸内市、100メートル
- 丹花庵古墳 - 島根県松江市、方墳、一辺47メートル

### 九州地方
- 月岡古墳 - 福岡県うきは市、95メートル
- 谷口古墳 - 佐賀県唐津市、前方後円墳、77メートル

## 長持形石棺が展示されている施設
- 国立歴史民俗博物館 - お富士山古墳出土石棺（レプリカ）
- 香芝市ふたかみ文化センター - 狐井城山古墳出土石棺蓋
- 葛城市歴史博物館 - 屋敷山古墳出土石棺
- 牧野史跡公園 - 伝・文代山古墳出土石棺底石
- 四天王寺 - 伝・荒陵出土石棺蓋
- 堺市博物館 - 大仙陵古墳出土石棺（復元）
- 近つ飛鳥博物館 - 前塚古墳出土石棺
- 京都大学総合博物館 - 久津川車塚古墳出土石棺
- 丹後古代の里資料館 - 馬場の内古墳出土石棺蓋
- 城陽市歴史民俗資料館 - 久津川車塚古墳出土石棺（復元）
- 京都府立山城郷土資料館 - 久津川車塚古墳出土石棺（レプリカ）
- 朝来市埋蔵文化財センター - 朝来市和田山町・豊岡市出石町所在石棺（復元）
- 兵庫県立考古博物館 - 雲部車塚古墳出土石棺（復元）
- 岡山県立博物館 - 朱千駄古墳出土石棺
- 唐津市浜玉公民館 - 谷口古墳出土石棺（復元）

## ギャラリー

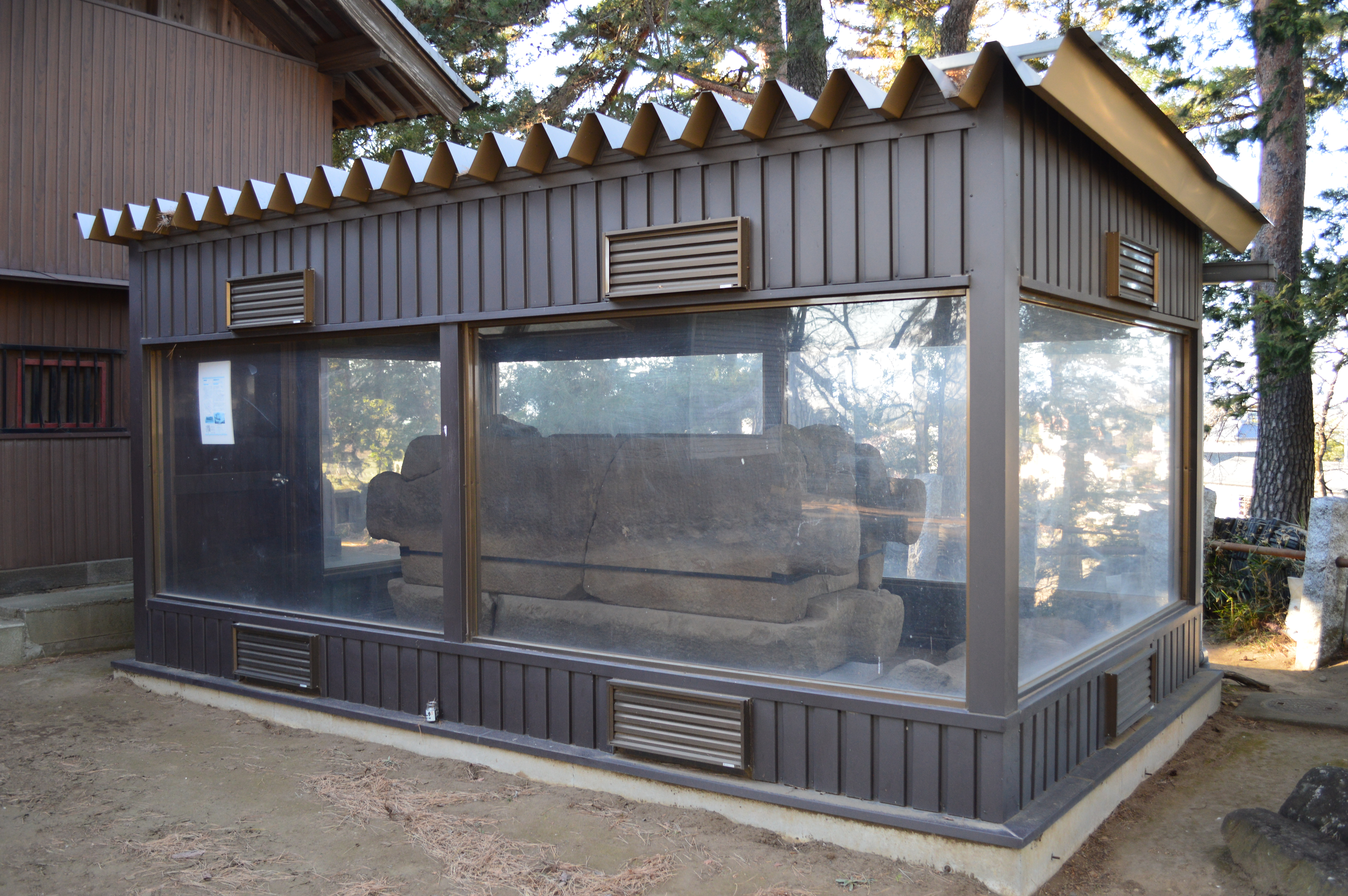
お富士山古墳石棺
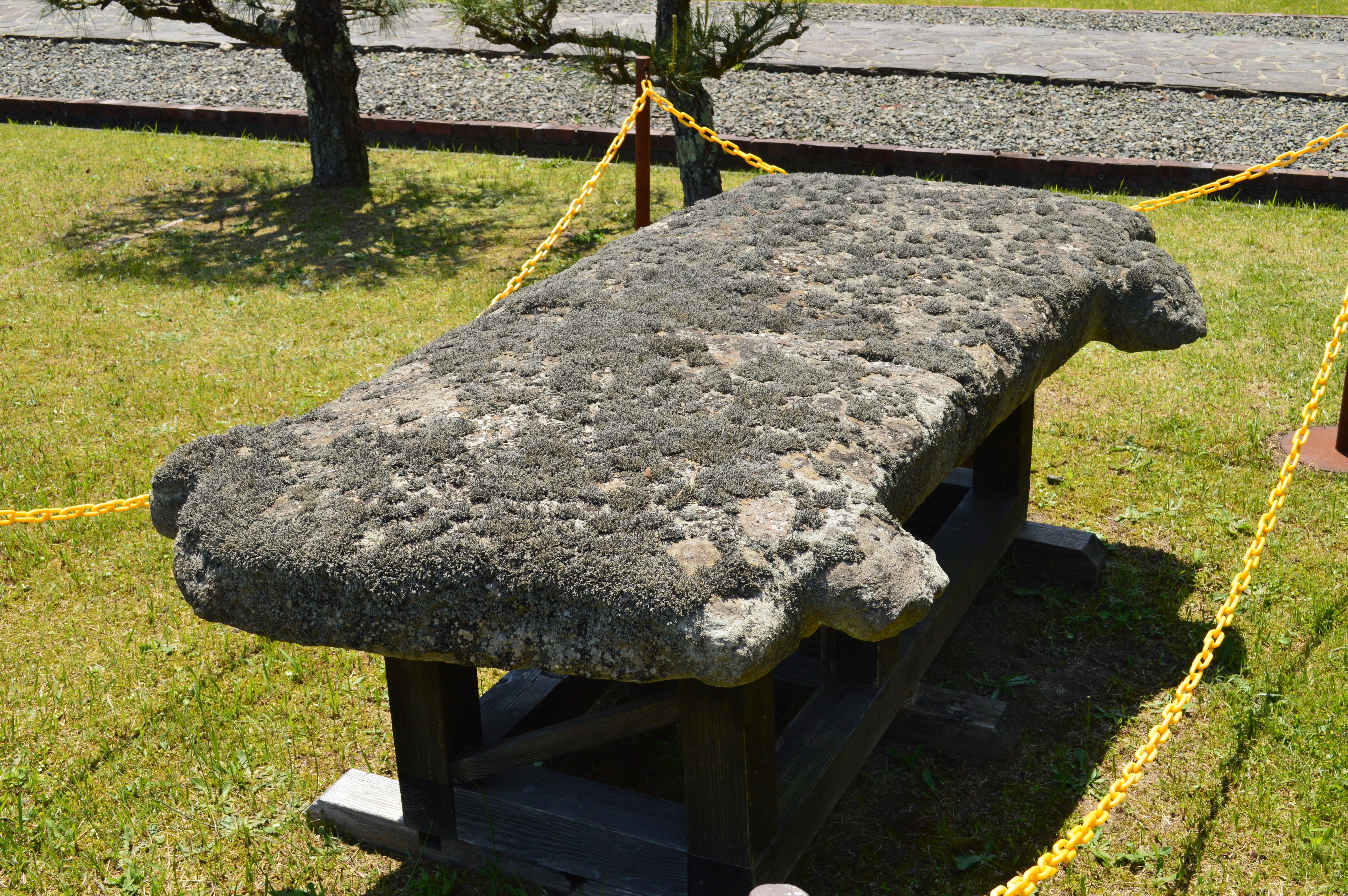
法王寺古墳石棺蓋
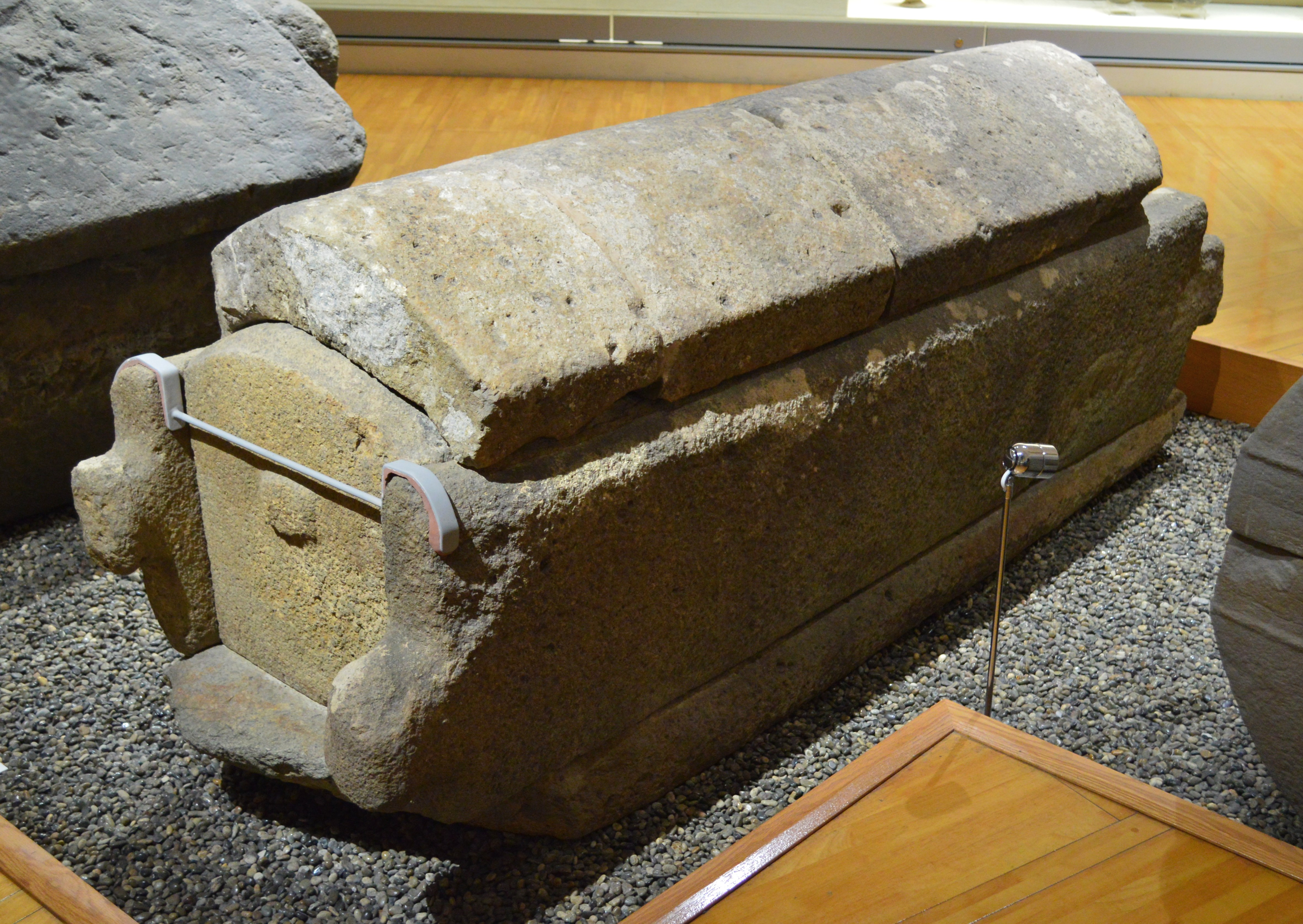
前塚古墳石棺
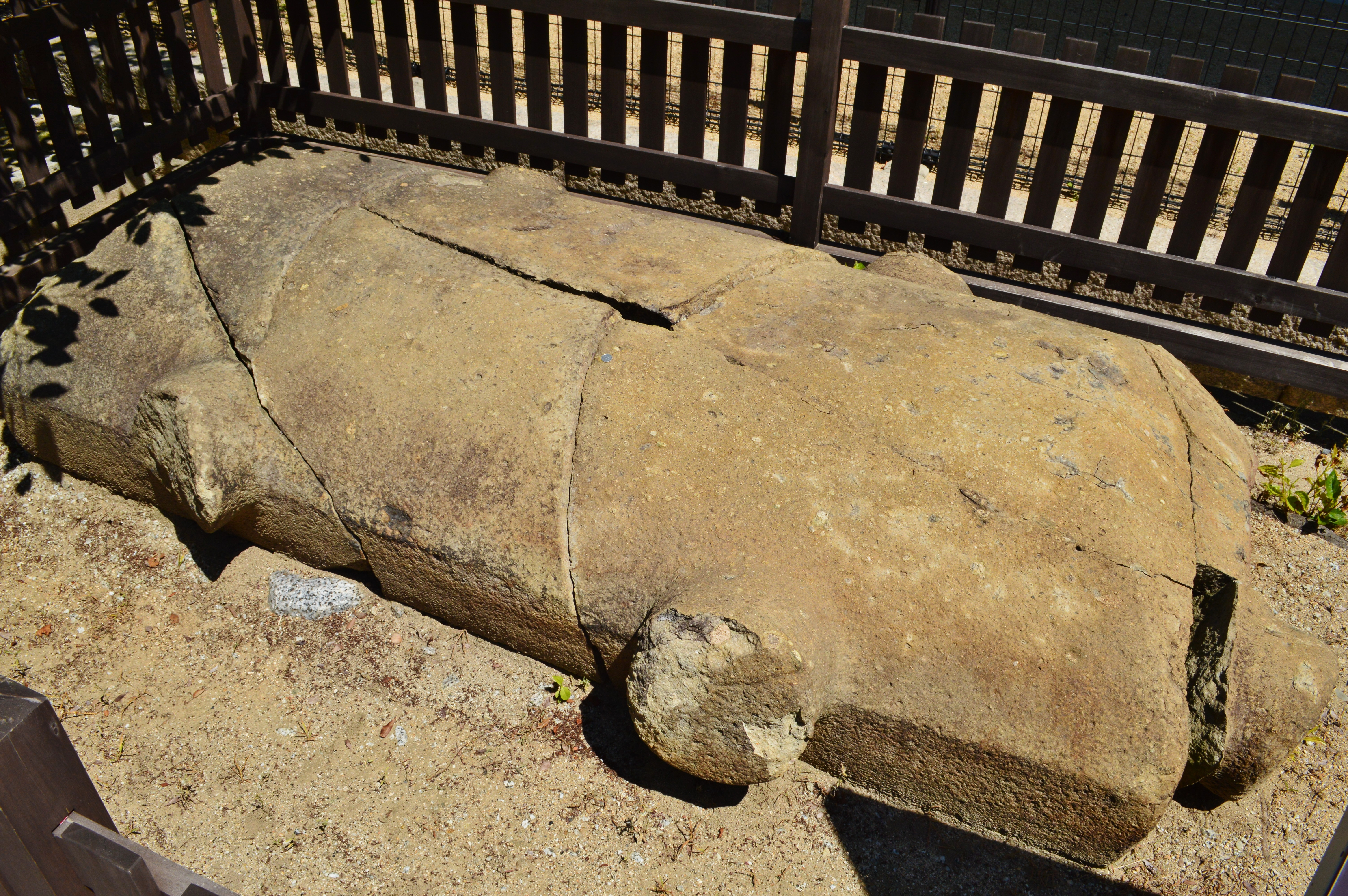
四天王寺境内石棺蓋
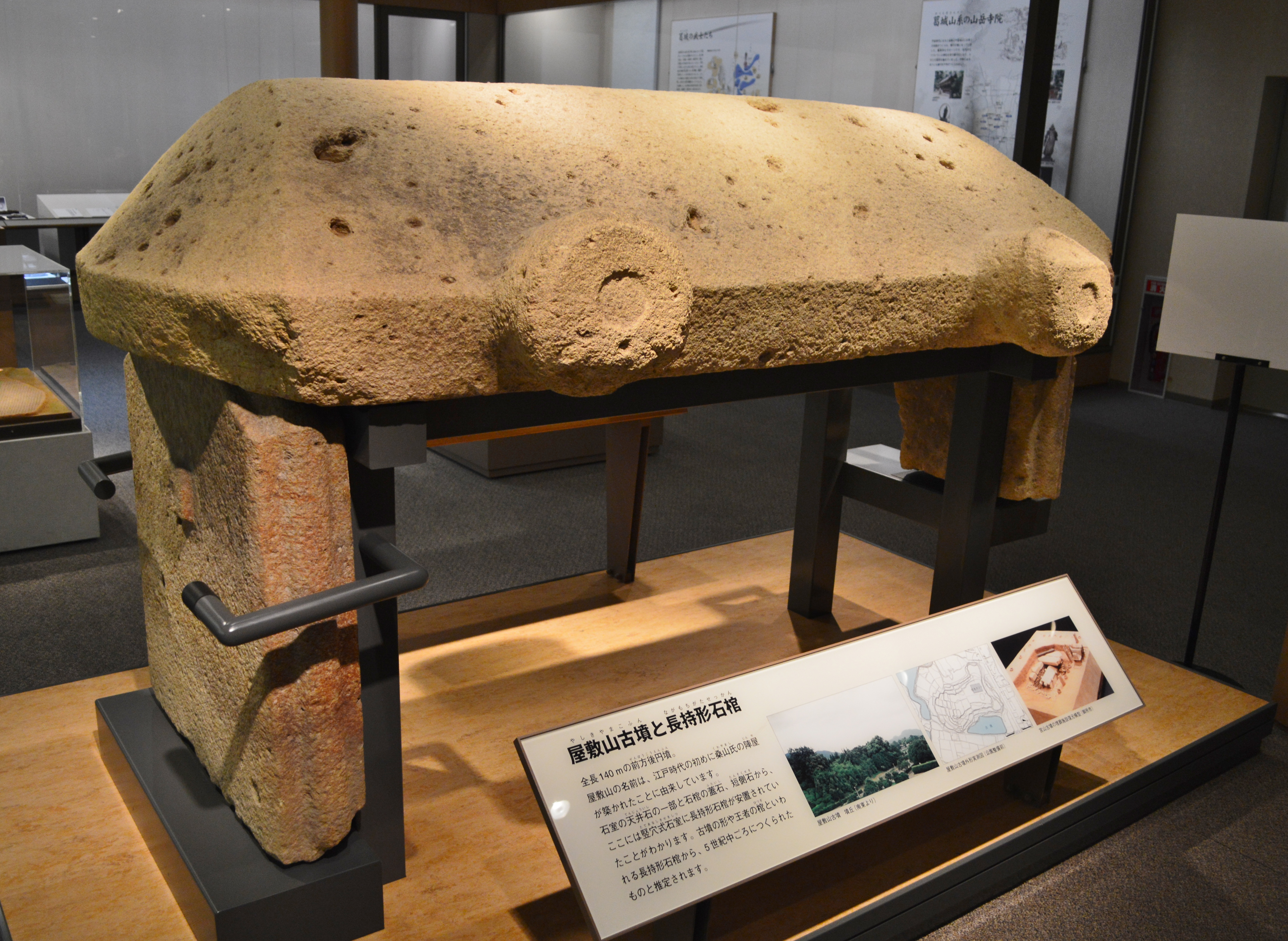
屋敷山古墳石棺
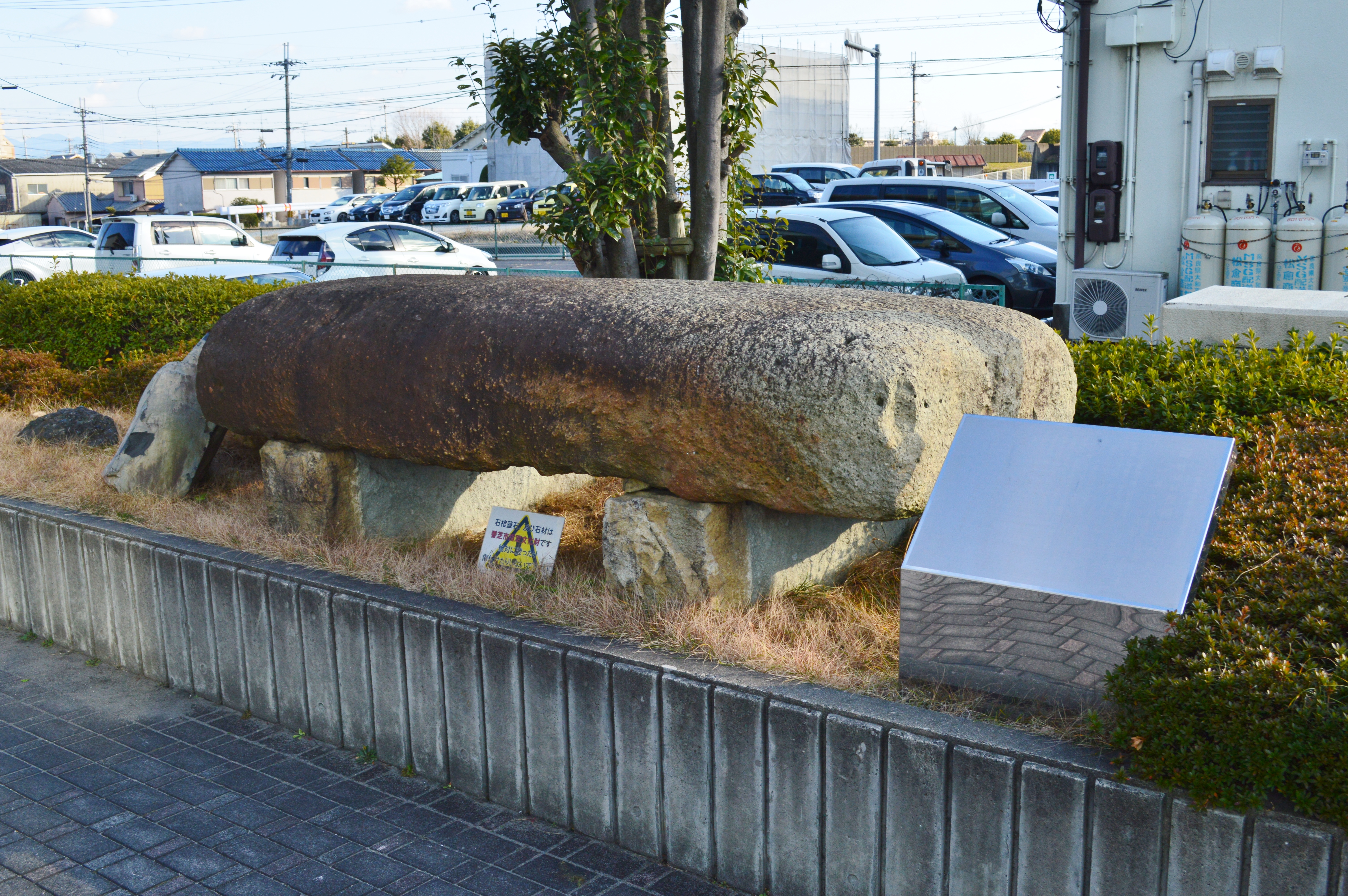
香芝市ふたかみ文化センター前石棺蓋（伝狐井城山古墳使用棺）
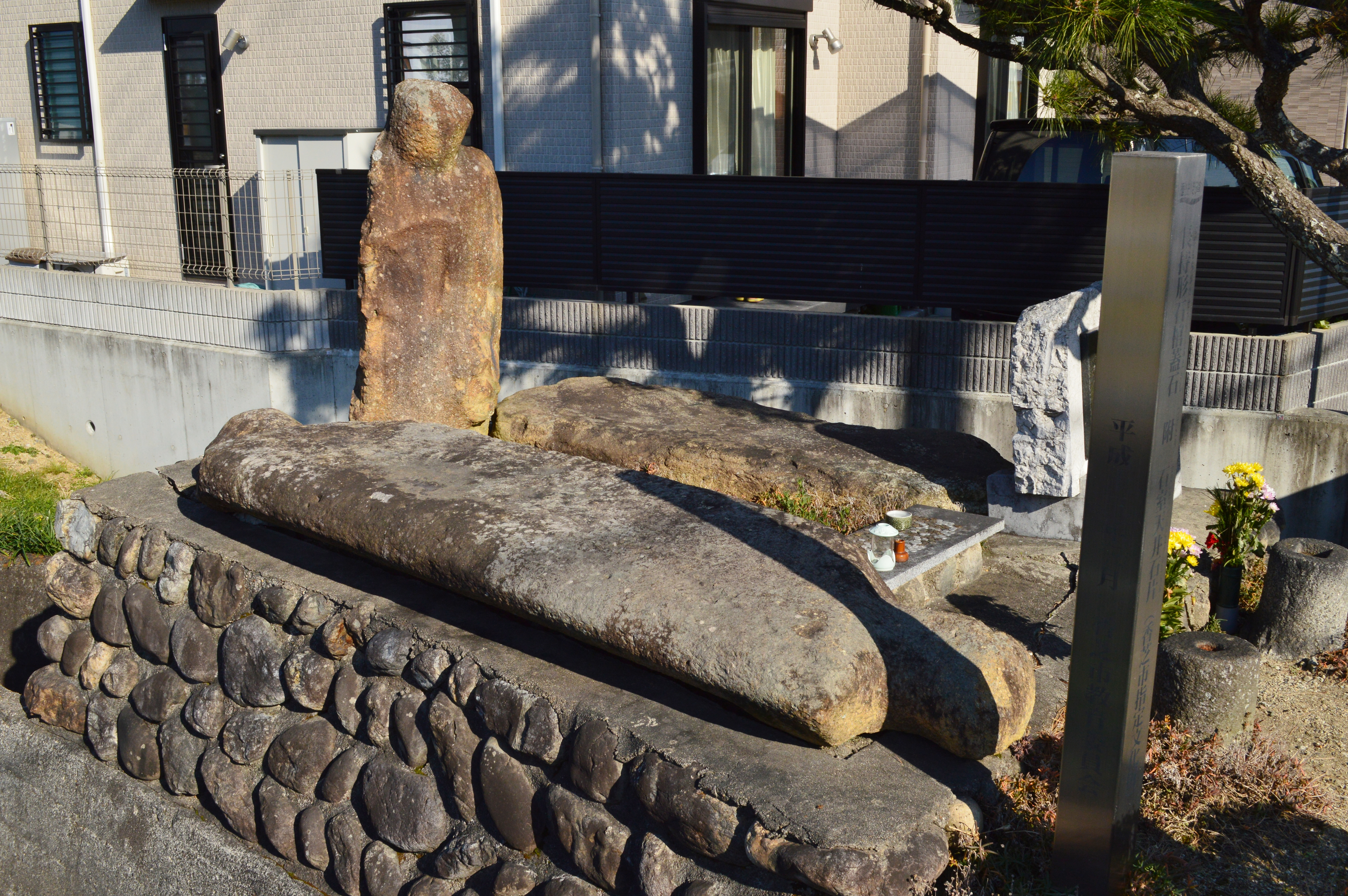
香芝市阿弥陀橋石棺蓋
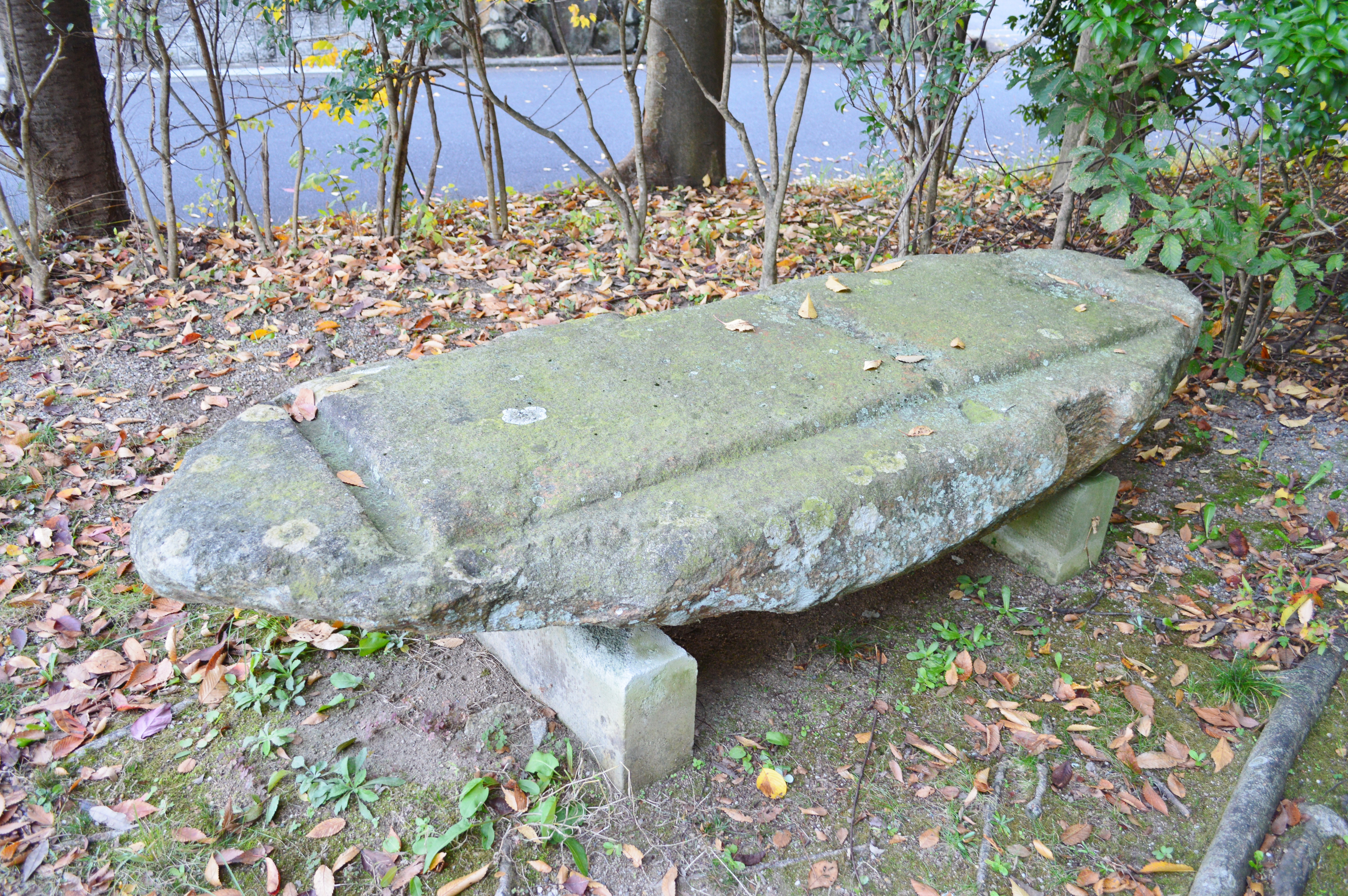
伝文代山古墳石棺底
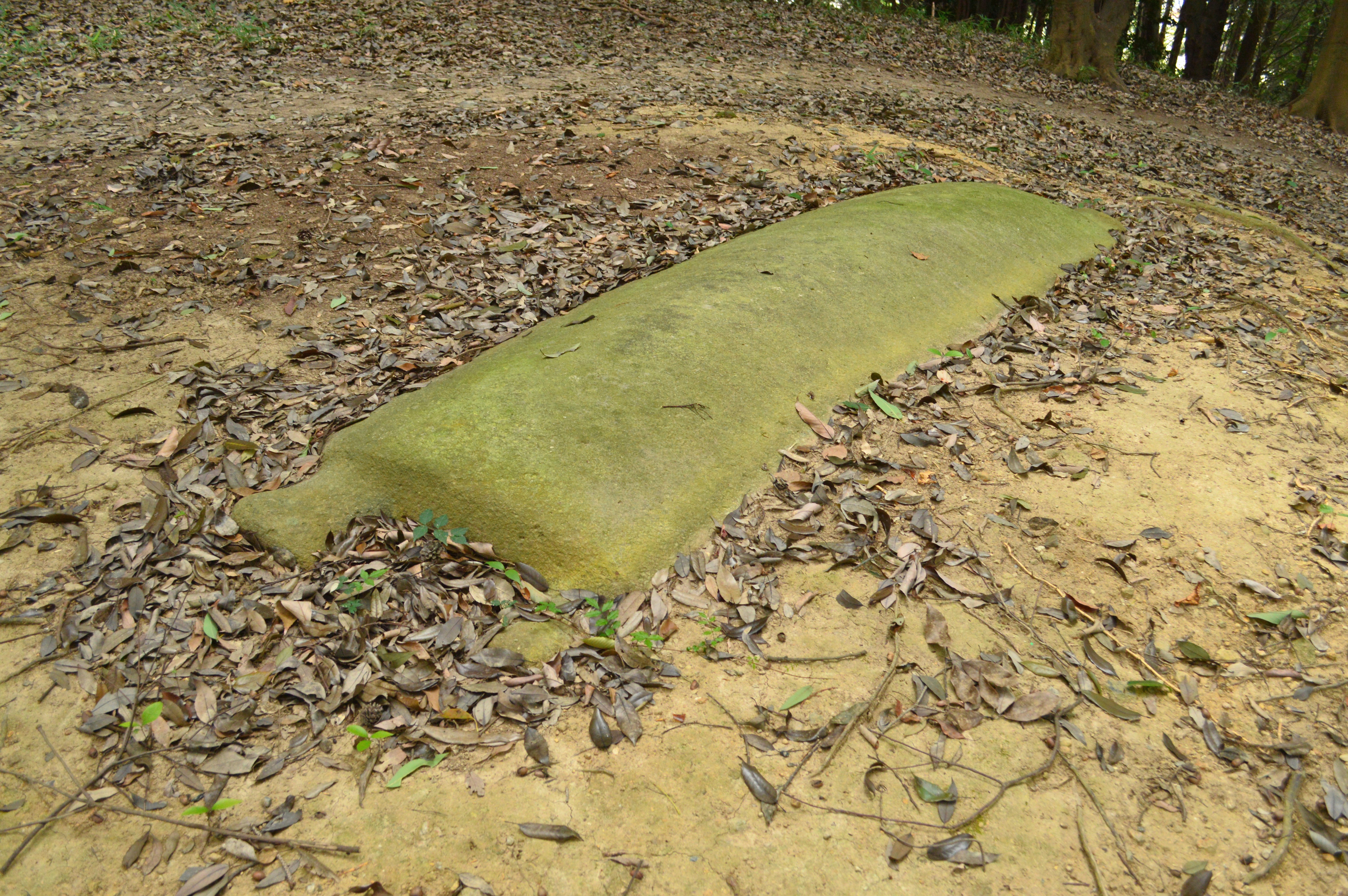
壇場山古墳石棺
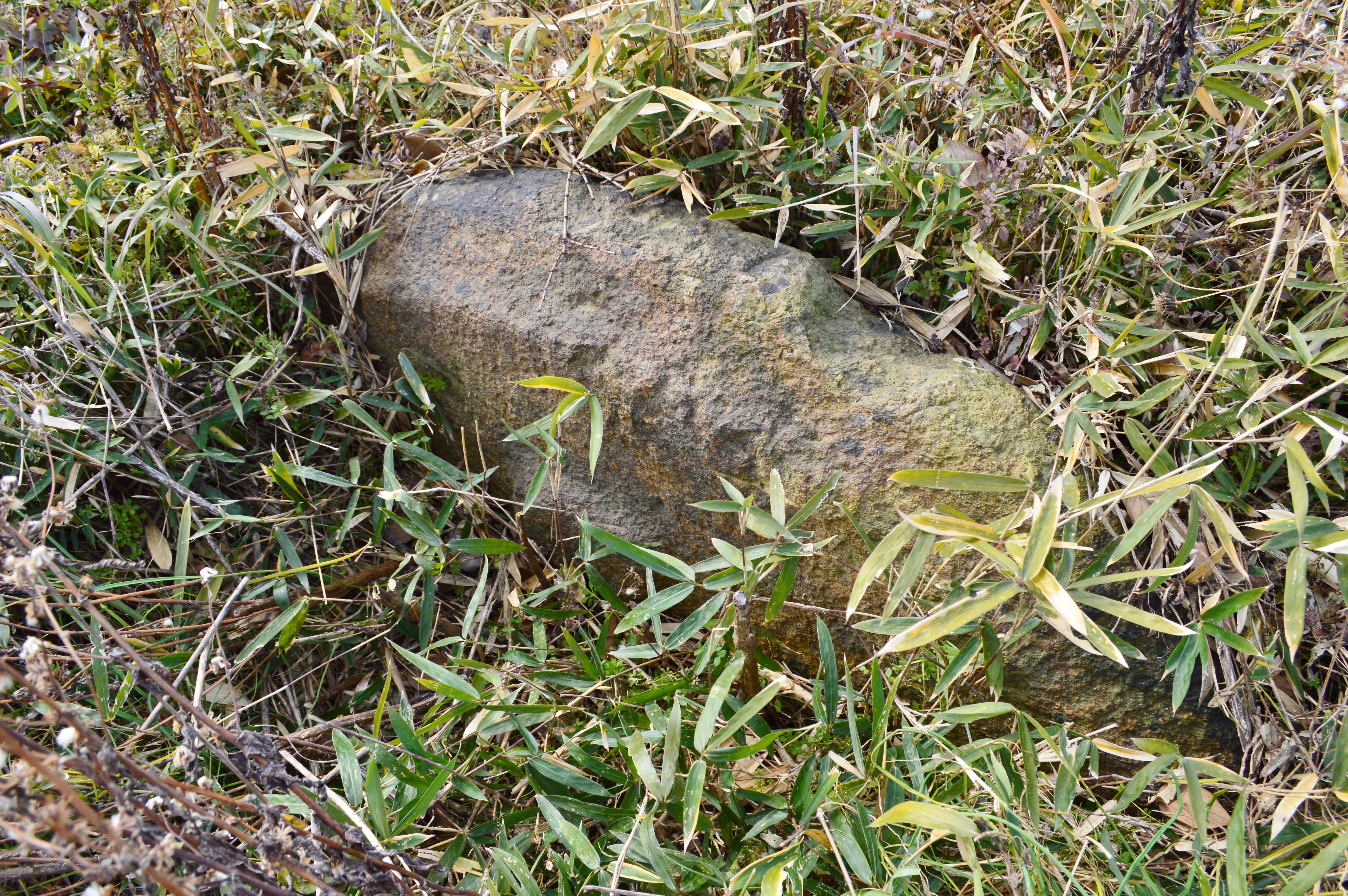
櫛之堂古墳石棺
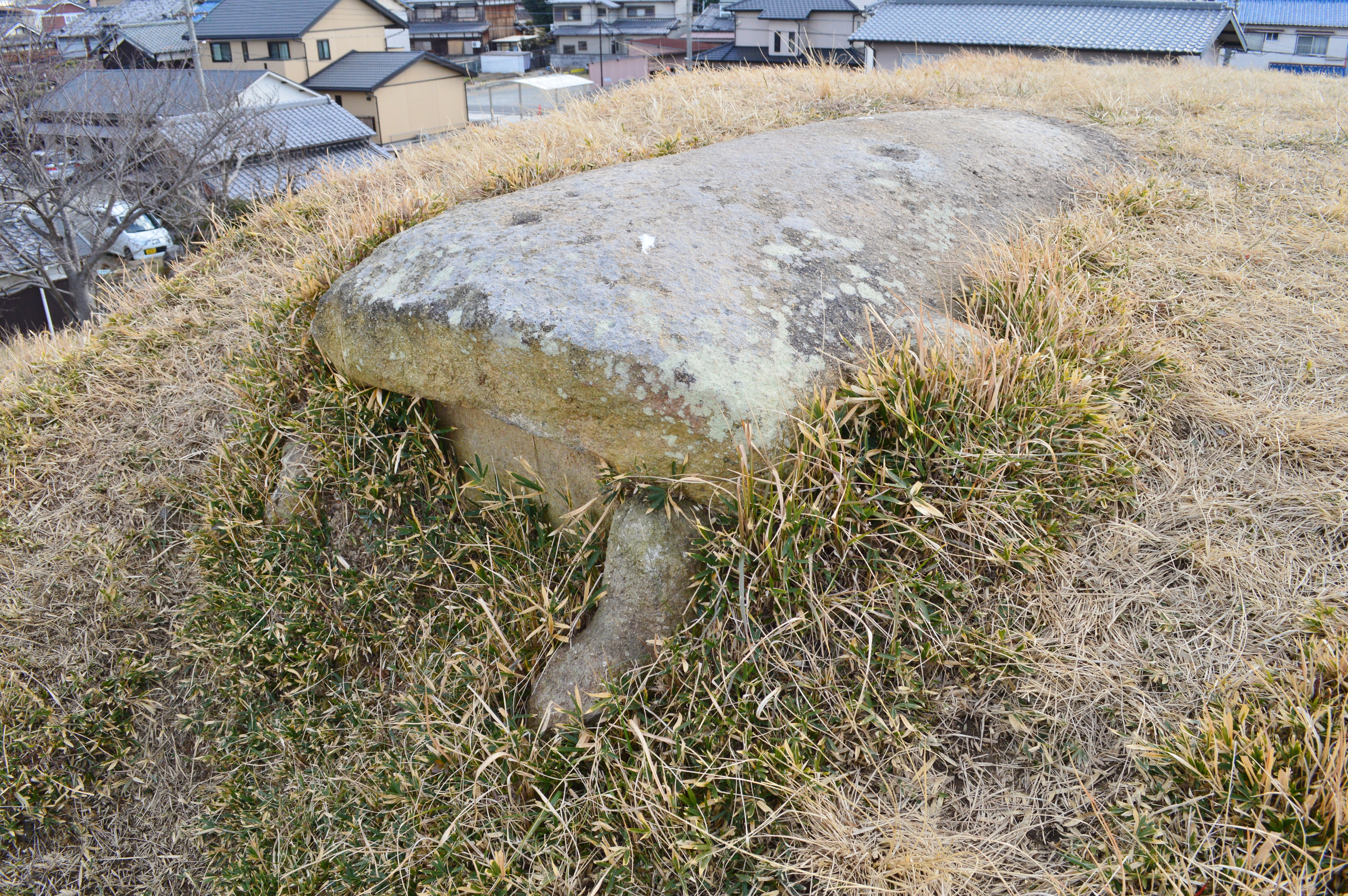
山之越古墳石棺
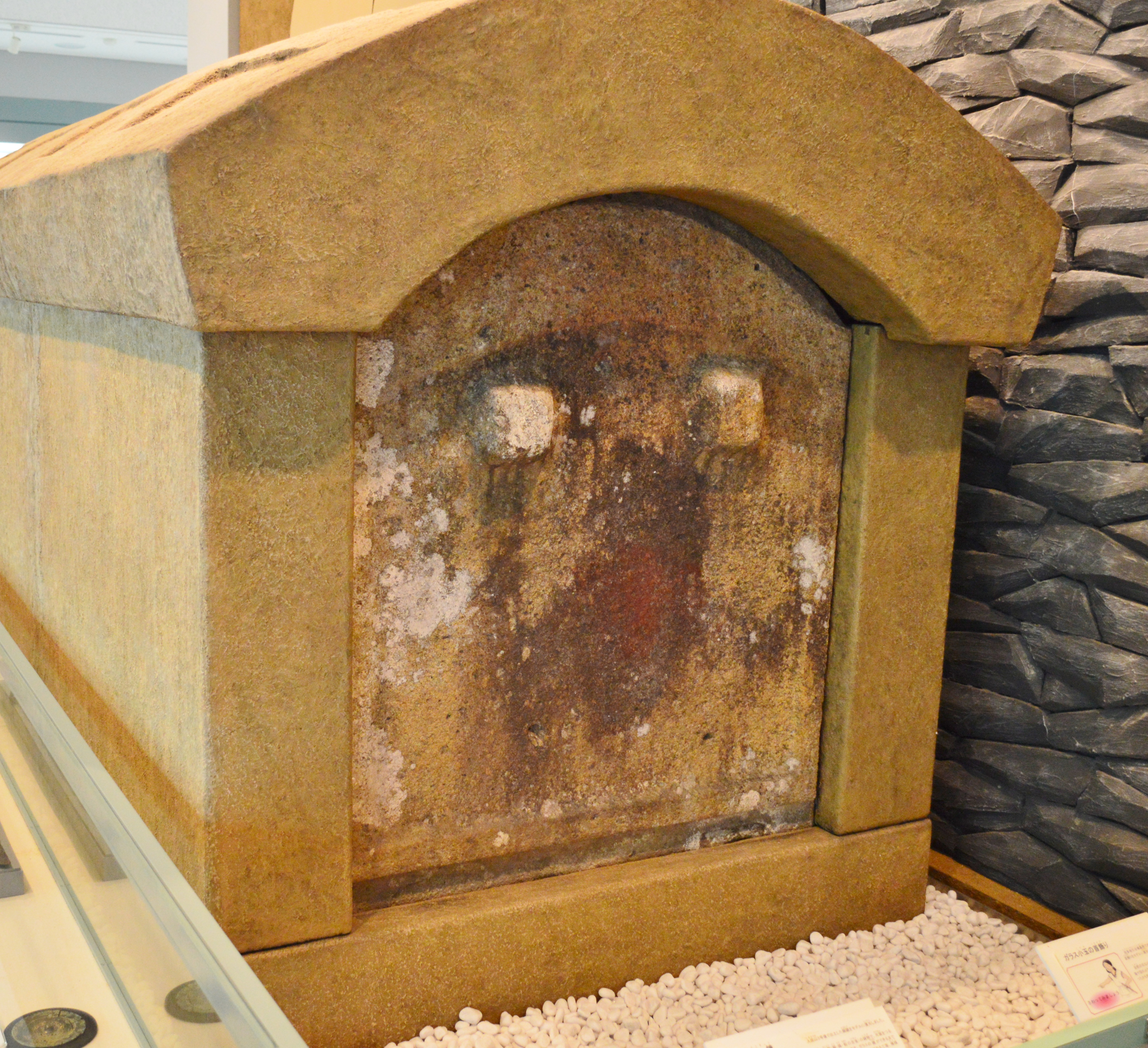
いずし古代学習館石棺
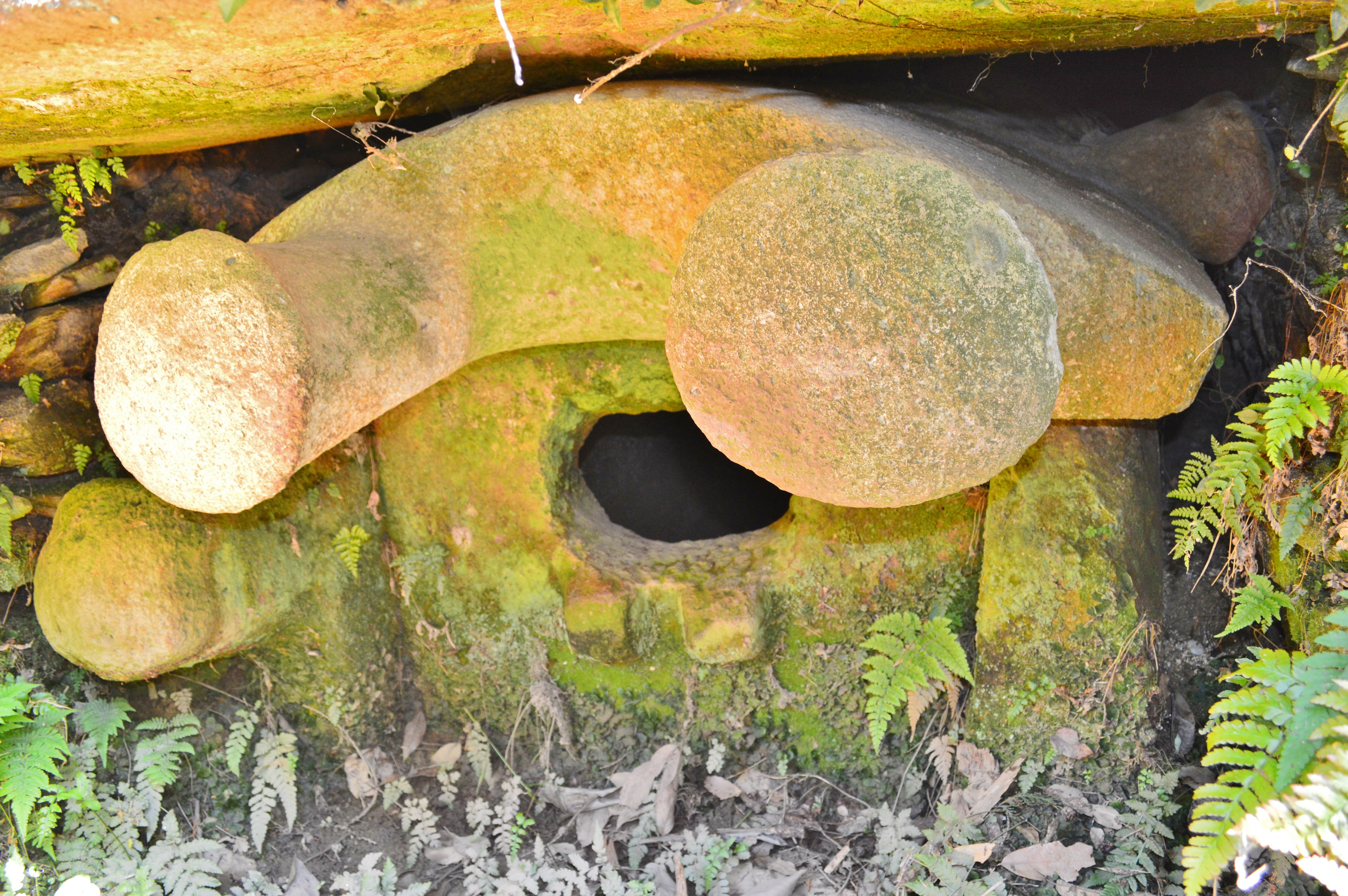
室宮山古墳石棺
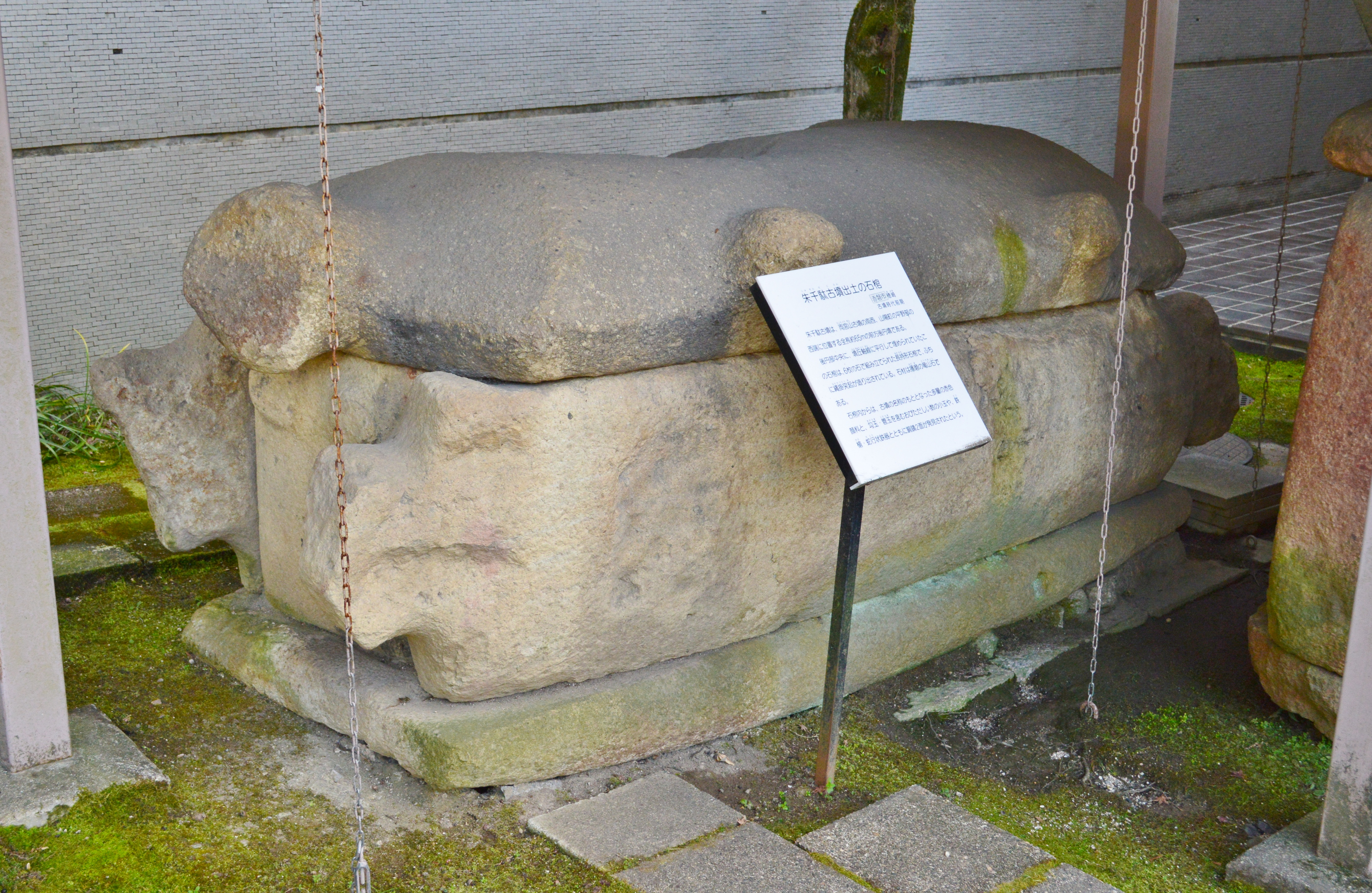
朱千駄古墳石棺